# Alagoasameisenschlüpfer
Der Alagoasameisenschlüpfer (Myrmotherula snowi), früher als Nördlicher Einfarbameisenschlüpfer bezeichnet, ist eine seltene Vogelart aus der Familie der Ameisenvögel. Er ist endemisch in den Bundesstaaten Alagoas und Pernambuco in Brasilien. Das Artepitheton ehrt den britischen Ornithologen David Snow. Er galt bis 1992 als Unterart des Paranáameisenschlüpfers (Myrmotherula unicolor). Da die Taxa aber in unterschiedlichen geografischen Arealen vorkommen, wird der Alagoasameisenschlüpfer seit 1992 als eigenständige Art betrachtet.  

## Beschreibung
Der Alagoasameisenschlüpfer erreicht eine Länge von 9,5 Zentimetern. Das Männchen ist vollkommen grau. Die Kehle ist hellgrau mit einem unauffälligen kleinen schwarzen Fleck. Das Weibchen ist rötlichbraun mit einem rostroten Schwanz. Die Kehle ist weißlich, die Unterseite rötlich-lohfarben. Beim Alagoasameisenschlüpfer ist der Schwanz kürzer und der Schnabel länger als bei seinem Verwandten. Das Weibchen des Alagoasameisenschlüpfer ist zudem an der Unterseite mehr rötlichbraun als das Weibchen des Paranáameisenschlüpfers.

## Lautäußerungen
Der Gesang besteht aus einer Reihe von drei bis sechs nach unten verzogenen klaren Flötentönen. Sein Alarmruf besteht aus einem nyiih-nyeeh-nyaah und sein Kontaktruf ist ein kleek.

## Lebensweise und Lebensraum
Der Alagoasameisenschlüpfer bewohnt in Paaren oder kleinen gemischten Schwärmen (oft zusammen mit dem Weißflanken-Ameisenschlüpfer (Myrmotherula axillaris)) die mittleren Baumschichten der Tieflandregenwälder am Atlantik in Höhenlagen von 400–550 m. Bei der Nahrungssuche bewegt er sich zwischen 1,5 und 9 m über dem Boden. Er ernährt sich überwiegend von Spinnentieren, Käfern, Ameisen und Schaben. Brütende Weibchen wurden im Februar beobachtet und Jungvögel im Mai.

## Status
1979 wurden erstmals zwei Männchen und zwei Weibchen bei Murici im brasilianischen Bundesstaat Alagoas gesammelt. 1984 kam ein weiteres juveniles Männchen hinzu. Während der 1990er-Jahre sowie im Jahre 2000 beobachteten die Forscher immer nur eine sehr geringe Anzahl von Individuen. In den letzten Jahren wurden auch Exemplare bei Mata do Estado und bei Frei Caneca im Bundesstaat Pernambuco entdeckt. In den 1970er-Jahren hatte der Wald bei Murici noch eine Fläche von 70 km². Bis 1999 war die Fläche auf 30 km² zusammengeschrumpft. Der Wald ist heute stark fragmentiert und musste Zuckerrohrplantagen und Weideland weichen. Dazu kommen Buschfeuer, die die wenigen Waldfragmente bedrohen. Zum Schutz des Alagoasameisenschlüpfers wurde bei Frei Caneca ein privates Naturschutzgebiet mit einer Waldfläche von 6 km² errichtet. BirdLife International schätzt den Gesamtbestand der Art auf zwischen 50 und 250 Exemplare.